# Xanthocryptus basalis
Xanthocryptus basalis là một loài tò vò trong họ Ichneumonidae.